# Ruth Christmas-Paysant
Ruth Lillian Christmas-Paysant, née le 12 novembre 1904 au Royaume-Uni et morte le 2 avril 2001, est une athlète franco-britannique, spécialiste des courses de fond et du cross-country. Elle court pour le Royaume-Uni jusqu'en 1935, concourant ensuite sous les couleurs françaises.
Elle est championne de Grande-Bretagne du 800 mètres en 1933.
Elle remporte la finale du 800 mètres aux Championnats de France d'athlétisme 1935 et le titre de championne de France de cross-country en 1936,.